# La pell
La Pell (títol original: La pelle) és una pel·lícula franco-italiana, dirigida per Liliana Cavani, estrenada l'any 1981. La pel·lícula és l'adaptació de la novel·la autobiogràfica de l'escriptor italià Curzio Malaparte, La Pell, apareguda l'any 1949. Ha estat doblada al català.

## Argument
El personatge central és un oficial de connexió italià amb els aliats, a Nàpols, a final de 1943, al començament de la campanya d'Itàlia. Entre la misèria i les runes d'una ciutat que acaba de sortir de la guerra, el poble de Nàpols prova de continuar vivint.
Presoners alemanys venuts a pes, un carro americà desmuntat per ser venut, nens donats als soldats nord-africans per ser abusats, una «sirena» servida en d'un sopar «Renaissance», i nombroses escenes de la bogeria ordinària d'aquesta guerra, l'apoteosi de la qual és la tràgica erupció del Vesuvi.
La pel·lícula s'acaba amb la violació d'una dona pilot americana pels seus companys d'armes. Un jove Italià, feliç de veure els americans entrar a Roma, és aixafat per un tanc: un petit incident pels militars, el signe d'una terrible derrota per Curzio Malaparte.

## Repartiment
- Marcello Mastroianni: Curzio Malaparte
- Ken Marshall: capità Jimmy Wren
- Alexandra King: Deborah Wyatt
- Carlo Giuffrè: Eduardo Mazzullo
- Yann Babilée: Jean-Louis
- Jeanne Valérie: la princesa a Capri
- Liliana Tari: Maria Concetta
- Peppe Barra: Sarto
- Cristina Donadio: l'amiga de Rosaria
- Rosaria della Femmina: l'amant de Jimmy
- Jacques Sernas: el general Guillaume
- Claudia Cardinale: la princesa Consuelo Caracciolo
- Burt Lancaster: el general Mark Cork (Clark)
- Anna Maria Ackermann
- Elio Polimeno: Goldberg
- Gianni Abbate